# Lithiumbromide
Lithiumbromide (LiBr) is het lithiumzout van waterstofbromide. De stof komt voor als een wit tot lichtbeige hygroscopisch kristallijn poeder, dat zeer goed oplosbaar is in water.

## Synthese
Lithiumbromide kan op verscheidene manieren worden gesynthetiseerd. De eerste methode is de reactie van lithiumhydroxide met waterstofbromide:
{\displaystyle {\ce {LiOH + HBr -> LiBr + H2O}}}
Een andere methode is de neutralisatiereactie van lithiumcarbonaat met waterstofbromide:
{\displaystyle {\ce {Li2CO3 + 2HBr -> 2LiBr + H2O + CO2}}}
Lithiumbromide kan ook bereid worden uit lithiumhydride en dibroom:
{\displaystyle {\ce {LiH + Br2 -> LiBr + HBr}}}

## Toepassingen
Wegens het hoge wateraantrekkende karakter wordt lithiumbromide voornamelijk als droogmiddel in airconditioning gebruikt. Verder wordt het ook nog in organische synthese aangewend als katalysator en adductvormer. Als oplossing in water wordt het gebruikt in absorptiekoelingen.
Lithiumbromide is een van de componenten (als elektrolyt) in een lithium-ion-accu.